# Des l'aube
Des l'aube  (titolo in inglese At down) è un film del 2010 diretto da Jillali Ferhati.
Il film è stato presentato al Festival del cinema africano, d'Asia e America Latina di Milano 2011.

## Trama
Omar e la moglie Keltoum sono attori di teatro e vivono in un villaggio, ma spesso devono recarsi a Tangeri perché Keltoum è malata e deve sottoporsi alle cure. Da tempo sognano di mettere in scena un progetto a cui lavorano da anni, ma Omar è giudicato troppo politico, un po' “fuori dal tempo”, dagli impresari locali.
A Tangeri la vita non è semplice e Omar è perseguitato da uomini violenti del mondo della criminalità e della droga alla ricerca di una misteriosa valigetta. Nonostante tutte le difficoltà, alla fine riusciranno a realizzare il loro sogno e sulle pendici di una collina tutti gli immigrati africani si uniscono in un'installazione vivente a formare una grande Africa.

## Riconoscimenti
- Dubai International Film Festival 2010 (Murh Arab Miglior Lungometraggio e Miglior Sceneggiatura)